# Nepvant
Nepvant ist eine französische Gemeinde mit 91 Einwohnern (Stand 1. Januar 2022) im Département Meuse in der Region Grand Est (bis 2015 Lothringen). Sie gehört zum Arrondissement Verdun und zum Gemeindeverband Pays de Stenay et du Val Dunois.

## Geografie
Die Gemeinde Nepvant liegt am Chiers, fünf Kilometer nördlich von Stenay, etwa 33 Kilometer südöstlich von Sedan und etwa zwölf Kilometer südwestlich der Grenze zu Belgien.
Das 5,12 km² umfassende Gemeindegebiet füllt einen fast kreisrunden Talkessel aus, der aus einer ehemaligen Flussschleife des Chiers entstand und längst durchbrochen und verlandet ist. Das wie in einem Amphitheater gelegene Dorf auf etwa 180 m über Meereshöhe wird von bewaldeten Hängen umringt, die auf 250 bis 280 m über dem Meer ansteigen. Im Nordosten öffnet sich der Kessel zum Fluss Chiers, der auch die nordöstliche Gemeindegrenze markiert.
Nachbargemeinden von Nepvant sind Olizy-sur-Chiers im Norden, Lamouilly im Osten, Brouennes im Südosten sowie Stenay im Südwesten und Westen.

## Bevölkerungsentwicklung
| Jahr      | 1962 | 1968 | 1975 | 1982 | 1990 | 1999 | 2006 | 2013 | 2021 |
| Einwohner | 134  | 101  | 96   | 91   | 74   | 64   | 60   | 80   | 95   |

Im Jahr 1836 wurde mit 273 Bewohnern die bisher höchste Einwohnerzahl ermittelt. Die Zahlen basieren auf den Daten von cassini.ehess und INSEE.

## Sehenswürdigkeiten
- Kirche Saint-Maximin aus dem 18. Jahrhundert

## Wirtschaft und Infrastruktur
In Nepvant sind sechs Landwirtschaftsbetriebe ansässig (Getreideanbau, Milchviehhaltung). Einige Bewohner pendeln nach Stenay oder in die Industriebetriebe des nahen Dreiländerecks Frankreich-Belgien-Luxemburg.
Durch Nepvant führt die Fernstraße D 13 von Stenay nach Margut. 35 Kilometer nordwestlich von Nepvant besteht Anschluss an die Autoroute A 34. Der zwölf Kilometer entfernte Bahnhof in Montmédy liegt an der Bahnstrecke Mohon–Thionville.

## Belege
1. ↑  Nepvant auf cassini.ehess
2. ↑  Nepvant auf INSEE
3. ↑  Landwirtschaftsbetriebe in Nepvant